# Stefan Michałek
Stefan Michałek (ur. 13 maja 1888 w Nowym Mieście nad Drwęcą, zm. 17 stycznia 1955 w Warszawie) – polski prawnik, adwokat, działacz społeczno-polityczny, prezydent Torunia w latach 1922–1924, poseł na Sejm II kadencji w II RP z ramienia Związku Ludowo-Narodowego.

## Życiorys
Był synem adwokata i notariusza Bolesława oraz Melanii z domu Boye. Po ukończeniu gimnazjum w Brodnicy studiował prawo i ekonomię na uniwersytetach w Bonn, Monachium i Królewcu. Pod koniec stycznia 1920 przybył do Torunia i objął stanowisko sędziego Sądu Okręgowego. 1 lutego 1922 został przez Radę Miejska Torunia wybrany na prezydenta miasta. Sprawował urząd od 27 kwietnia 1922 do 8 sierpnia 1924. Zrezygnował z tej funkcji 31 stycznia 1924. Ponadto sprawował stanowisko wiceprezesa powołanego w 1922 roku Związku Miast Pomorza oraz był pierwszym prezesem założonego 28 maja 1923 Towarzystwa Miłośników Torunia.
Związany z endeckim Obozem Wielkiej Polski, w marcu 1928 wybrany został z listy Związku Ludowo-Narodowego na Sejm RP II kadencji, ale po pierwszej sesji Sejmu złożył mandat. Zastąpił go poseł Franciszek Wrzesiński. Był wieloletnim (także po II wojnie światowej) dziekanem Pomorskiej Izby Adwokackiej w Toruniu. W latach 1946–1949 wykładał prawo cywilne na Uniwersytecie Mikołaja Kopernika.
Spoczywa na cmentarzu Powązkowskim w Warszawie (kwatera 124, rząd 4, grób 10).

## Życie prywatne
Z małżeństwa z Heleną z Dzięgielewskich miał dwóch synów, zaginionego w czasie II wojny światowej Witolda (ur. 1921) oraz krytyka filmowego Bolesława (1925–1997), a także córkę Hannę Marię, po mężu Moricca (1933-2014), lekarkę osiadłą we Włoszech.

## Upamiętnienie
W 2018 Rada Miasta Torunia nadała rondu u zbiegu ulic Ślaskiego i Konstytucji 3 Maja jego imię.